# Pills 'n' Thrills and Bellyaches
Pills 'n' Thrills and Bellyaches -En español: Píldoras y emociones y dolores de estómago- es el tercer álbum de la banda británica Happy Mondays. Fue editado en 1990 y contó con la producción de Paul Oakenfold y Steve Osborne en Eden Studios (Londres).
El arte de portada fue creado por Central Station Design.
En noviembre de 2007, Rhino Records reeditó el disco con temas extras y un DVD que incluye vídeos musicales. 
En 2000, la revista Q ubicó a Pills 'n' Thrills and Bellyaches en el número 31 de su lista de los 100 álbumes más grandes de todos los tiempos. En 2005, los televidentes de Channel 4 le concidieron el 51.er puesto en su listado de los 100 álbumes británicos más grandes de todos los tiempos. 
En el 2013 el álbum fue incluido por la revista NME en la lista de los 500 mejores álbumes de todos los tiempos, ocupando el puesto 413.

## Listado de temas

### Edición original
Todos los temas, excepto el número 8, fueron escritos por los Happy Mondays. "Step On" fue coescrito por Demetriou y Kongos.
1. "Kinky Afro" – 3:59
2. "God's Cop" – 4:58
3. "Donovan" – 4:04
4. "Grandbag's Funeral" – 3:20
5. "Loose Fit" – 5:07
6. "Dennis and Lois" – 4:24
7. "Bob's Yer Uncle" – 5:10
8. "Step On" – 5:17
9. "Holiday" – 3:28
10. "Harmony" – 4:01

### Edición para coleccionistas (2007)
Disco 1
1. "Kinky Afro"
2. "God's Cop"
3. "Donovan"
4. "Grandbag's Funeral"
5. "Loose Fit"
6. "Dennis And Lois"
7. "Bob's Yer Uncle"
8. "Step On"
9. "Holiday"
10. "Harmony"
11. "Step On (Twisting My Melon Mix)"
12. "Kinky Afro (7" Euro Mix)"
13. "Loose Fit (12" Version)"
14. "Bob's Yer Uncle (12" Version)"
15. "Tokoloshie Man"

Disco 2 - DVD
1. "Tart Tart"
2. "24 Hour Paty People"
3. "Lazyitis"
4. "Wrote For Luck"
5. "Hallelujah"
6. "Clap Your Hands"
7. "Step On"
8. "Kinky Afro"
9. "Loose Fit"
10. "Judge Fudge"

## Sencillos
- "Step On" (#5 en el Reino Unido, abril de 1990)
- "Kinky Afro" (#5 en el Reino Unido, octubre de 1990)
- "Loose Fit" (#17 en el Reino Unido, marzo de 1991)

## Versiones
- Step On: sencillo interpretado originalmente por John Kongos, incluido en su álbum de 1972 Kongos; el nombre completo de la versión de Kongos era "He's Gonna Step On You Again".

## Personal
- Paul Oakenfold	(Arreglos, Producción, Mezcla)
- Ray Blair (Grabación)
- Steve Osborne (Arreglos, Producción, Mezcla)
- Paul Ryder (Bajo)
- Shaun Ryder (Voz)
- Mark "Cow" Day	(Guitarra solista, Guitarra rítmica)
- Dave Burnham (Mezcla)
- Bez (Vibra)
- Simon Machan (Programación)
- Tony Castro (Percusión)
- Rowetta (Voz)
- Gary Wheelan (Batería)
- Paul Davis (Teclados, Programación)